# Escola d'escribes

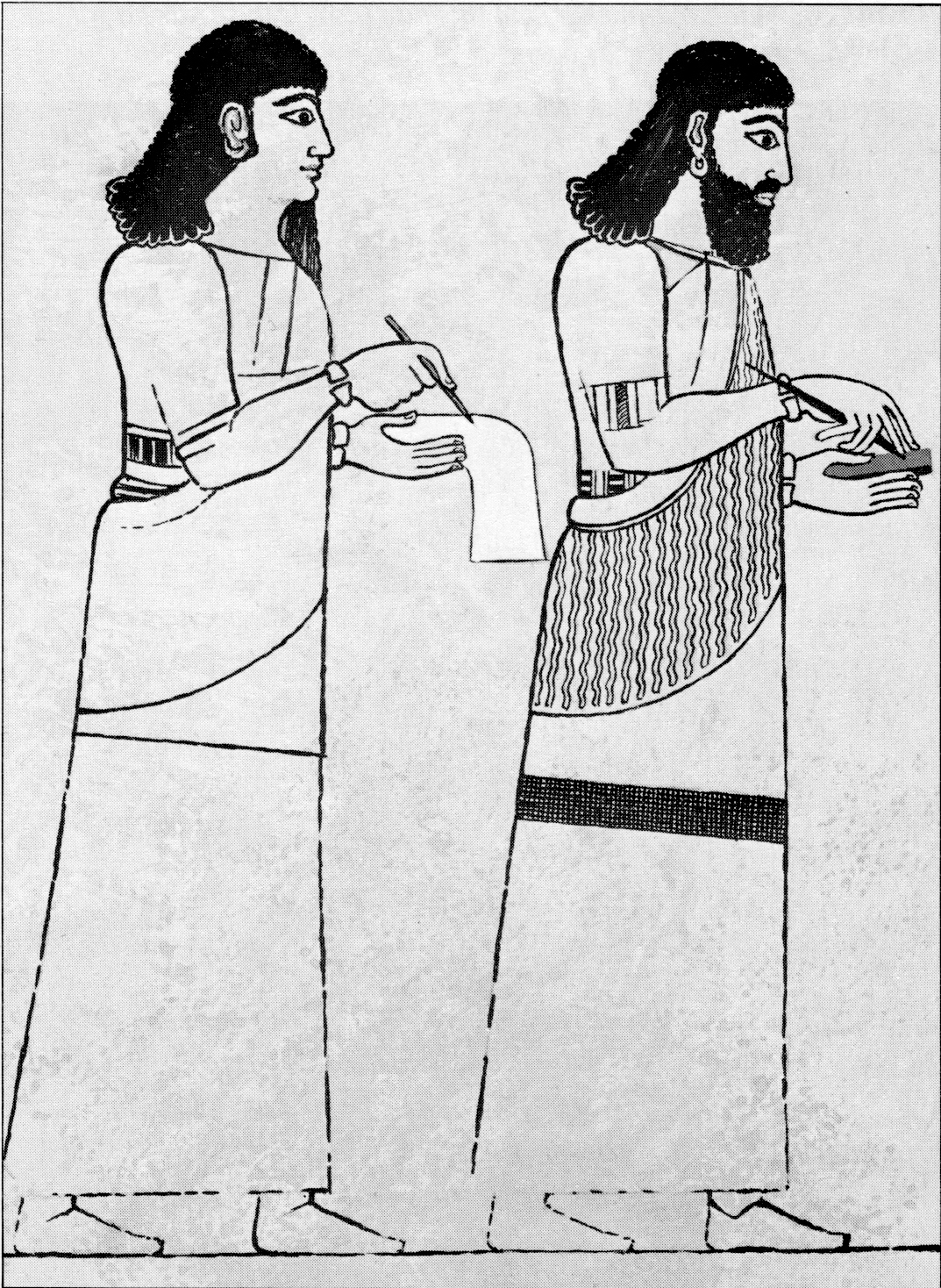
Escribes a Mesopotàmia.

Les escoles d'escribes (en sumeri edubba, e-duba, e-dubba, eduba, edubah, eduba'a, e2-dub-ba-a; cuneïforme 𒂍𒁾𒁀𒀀 [E₂-DUB-BA-A]) eren les institucions que educaven als joves escribes a l'antiga Mesopotàmia. El terme edubba a Sumèria s'escrivia e₂-dub-ba-a i el seu significat literal és incert. Una possible interpretació és «casa de les tauletes» (e₂ dub.ak en sumeri), o bé «casa on es distribueixen tauletes» (e₂ dub ba.a en sumeri).

## Evidències arqueològiques
Les troballes arqueològiques relacionades mab l'antic sistema escolar de Babilònia suggereixen que l'educació de l'escriba es duia a terme a petita escala i, en general, a cases particulars. S'hi han trobat moltes tauletes escolars a residències privades en molts llocs al llarg de Mesopotàmia. Algunes cases, on van ser descobertes un gran nombre de tauletes escolars, han estat interpretades pels arqueòlegs com a «cases escola» on és gairebé segur que es va impartir formació als escribes. El millor exemple és la Casa F, a la ciutat de Nippur, on s'han trobat gairebé un miler i mig de fragments de rajoles o tauletes, la majoria d'elles amb exercicis escolars dels alumnes. També a la localitat d'Ur s'ha identificat altres dues possibles «cases escola»; la primera és una casa on es va trobar un número més petit de textos escolars in situ que daten del regnat de Rim-Sin II o a tot tardar del de l'any 11 de Samsuiluna. La segona és una casa on es va descobrir el número més alt de rajoles amb textos que poden datar a tot tardar de l'any 11 del regnat de Samsuiluna, malgrat no es pot assegurar que fos el lloc on es duia a terme la instrucció com a tal. Una altra llar de l'antiga Babilònia on es va formar a escribes és la casa d'un home anomenat Ur-Utu, a l'antiga ciutat de Sippar Amnanum.

## Funcionament
Els trets de com funcionaven les escoles d'escribes es basen parcialment en descripcions extretes de la literatura sumèria per estudiosos com Åke Sjöberg o Samuel Noah Kramer, on es troben histories sobre la instrucció dels escribes o donen fe de com era la seva vida com a estudiants. Els historiadors moderns al·ludeixen a elles com a «literatura edubba» —que no s'ha de confondre amb un segon significat d'aquest terme que es refereix a qualsevol composició apressa i copiada pels estudiants dels mestres—) o «històries de l'escola», entre les quals s'inclouen les composicions Dies escolars; Un escrivà i el seu fill pervers o Activitats d'escribes, entre d'altres. Uns diàlegs sumeris també tracten els elements de la vida de l'estudiant, com Un diàleg entre Enki-hengal i Enkita-lu o Enki-manshum i Girini-isag. Tanmateix, diversos himnes reals, narrant les gestes dels reis mesopotàmics, fan referència a la institució de la eduba i, diverses cartes paleobabilòniques i alguns proverbis al·ludeixen també a l'ensenyament de l'escriba o les escoles.
L'exactitud històrica de la literatura edubba i altres textos que es refereixen a l'escola —en la mida en què descriuen la realitat de l'educació de l'escriba de l'antiga Babilònia— ha estat posada en dubte per estudis més recents. L'evidència arqueològica suggereix que la formació d'escriba durant l'antiga Babilònia es desenvolupava a cases privades, en lloc de institucions públiques. Això ha portat a alguns investigadors a suggerir que el contingut de la «literatura edubba» es refereix en realitat a una institució anterior, que data del III període d'Ur, mentre que d'altres afirmen que les narracions literàries són exagerades o anacròniques, o que reflecteixin una imatge idealitzada del sistema escolar.

## Estudiants
Els estudiants de les escoles d'escriba començaven la seva educació quan eren petits. Sobretot eren nois, encara que també hi han testimonis que certifiquen la presencia d'escribes femenines a la societat mesopotàmica antiga. La literatura edubba descriu una acurada imatge de la vida diària per als estudiants, encara que bastant embellida. D'acord amb aquestes composicions, els nens sortien de casa dels seus pares el matí, per anar a l'escola i començar les lliçons del dia, on s'hi incloïa recitar textos prèviament apressos i preparar noves tauletes per inscriure. Els càstigs per mal comportament —parlar fora de torn, sortir en moments no indicats, escriure malament, etc.— podria ser molt durs: un estudiant descriu com va ser colpejat no menys de set vegades en un sol dia. Després del dia a l'escola, l'estudiant tornava a casa amb els seus pares, on podria explicar els esdeveniments del dia o realitzar el deures assignats.
Aquestes narracions en la literatura edubba proporcionen històries entretingudes, sovint 'simpàtiques' sobre el que era la vida d'un estudiant d'escriba babiloni antic; no obstant, se'ls idealitza en gran manera, i no s'ha d'assumir al peu de la lletra la seva precisió històrica.

## Pla d'estudis
El pla d'estudis per als estudiants més petits de l'escola d'escribes de Nippur s'ha reconstruït a partir dels textos que s'han trobat en aquest indret i que daten del període babilònic antic. No és clar fins a quin punt aquest mateix pla d'estudis va ser seguit en altres ciutats.

### Primària
En el primer nivell de l'educació sumèria, els estudiants aprenien els fonaments de l'escriptura cuneïforme sumèria escrivint llargues llistes de paraules i copiant paraules simples. Aquest nivell d'educació es divideix en quatre etapes.

#### Etapa 1: Tècniques d'escriptura
En les primeres etapes de l'educació, els estudiants aprenien els fonaments de l'escriptura cuneïforme: Com treballar i donar forma a les taules d'argila, com fer servir una agulla, com traçar els signes bàsics i com escriure els signes bàsics, com per exemple els noms personals. En els primers exercicis d'aquesta fase, els estudiants copien en repetides ocasions els tres elements d'un signe cuneïforme: la falca vertical, la falca horitzontal, i la falca obliqua. Una vegada que les formes de falca es dominen, l'estudiant pot començar a combinar-los per fer signes senzills. Hi ha taules d'exercicis que mostren com l'estudiant practica el mateix signe repetidament fins que el fa bé. A continuació, l'estudiant aprèn a escriure una llista de signes coneguts com a Alfabet Sil·làbic B o Primer Sumeri. Cada entrada en aquesta llista és de signes o síl·labes que de vegades s'assemblen a les paraules sumèries o als noms personals, però en realitat tenen poc significat. Van ser dissenyats per ensenyar a l'estudiant a fer els signes correctament. Fora de Nippur s'ha trobat una llista similar, coneguda com a Alfabet Sil·làbic A, que s'ensenyava enlloc de l'Alfabet Sil·làbic B. En alguns casos, l'estudiant també havia d'escriure columnes de paraules formant una llista coneguda com a Vocabulari Sil·làbic A.
Una altra llista dissenyada per ensenyar als estudiants els fonaments de l'escriptura cuneïforme es coneix com a TU-TA-TI. En aquesta llista, els estudiants escrivien conjunts de signes agrupats d'acord amb els seus sons inicials. Cada signe cuneïforme representa una síl·laba (a diferència de l'alfabet anglès, on cada lletra representa un so). D'aquesta manera, per exemple, la seqüència "tu-ta-ti" es compon de tres signes. Els signes dins de cada conjunt de la llista s'ordenen pel so de les seves vocals: -u seguit per -a seguit per -i. Cada signe del conjunt s'escriu primerament en la seva pròpia línia, i després els tres signes s'escriuen junts a la quarta línia. Així, les primeres 8 línies de TU-TA-TI són:
tu
ta
ti
tu-ta-ti
nu
na
ni
nu-na-ni
En la primera etapa de l'educació els estudiants també aprenien a escriure llistes de noms de persones, que comprenien termes sumeris i acadis.

#### Etapa 2: Llistes temàtiques
En la segona etapa de l'ensenyament de l'educació primària, els estudiants començaven a aprendre paraules i logogrames. Memoritzaven i escrivien llistes de noms organitzades per tema. Memoritzant aquesta llista, els estudiants aprenien paraules sumèries d'objectes de diverses categories, per exemple arbres i objectes de fusta; canyes i objectes de canya; vaixells i argila; cuirs i objectes de cuir, metalls i objectes de metall; animals i tipus de carn; pedres i plantes, etc.

#### Etapa 3: Llistes avançades
A la tercera etapa de l'educació primària, els estudiants aprenien els nombres, les mesures i les fórmules comunes que s'utilitzen en les transaccions econòmiques. També aprenien llistes més complexes que les que havien memoritzat en les etapes anteriors: les llistes anomenades Proto-Ea, Proto-Lu₂, i un conjunt de llistes acrogràfiques organitzades a partir d'uns signe principal, incloent el Proto-Izi, Proto-Kagal, i Nigga. La llista de signe Proto-Diri també s'aprenia durant la tercera etapa de l'educació primària. Altres llistes menys freqüents en el llenguatge habitual s'aprenien després, com la llista de les parts del cos, la llista Ugu-mu, la llista de les frases legals, la llista de les deïtats, l'antiga versió babilònica de la llista de les professions anomenada lu₂-azlag₂ = ašlāku, i una llista de malalties.

#### Etapa 4: simple Sumerian texts
En la quarta etapa de l'educació primària, els estudiants començaven a treballar amb frases completes en sumeri. Copiaven models de contractes i documents legals com els que documenten la venda de cases. També copiaven proverbis sumeris. Amb l'estudi dels refranys, els estudiants entraven al segon nivell de l'educació, anomenada literatura sumèria.

### Avançada
L'educació avançada es basava en la memorització i escriptura de textos literaris sumeris, dels senzills proverbis a les obres més llargues.

#### Tètrada
En l'etapa de transició de la primària a l'avançada, els estudiants memoritzaven i escrivien quatre composicions literàries conegudes com la Tètrada. La Tètrada comprèn les següents composicions:
- Lipit-Eshtar B
- Iddin-Dagan B
- Enlil Bani A
- Nisaba A.

#### Dècada
La segona etapa de l'ensenyament de l'escriptura avançada de Nippur incloïa la memorització i l'escriptura d'un grup de deu composicions que els investigadors anomenen la Dècada. En formen part les següents composicions:
- Šulgi A
- Lipit-Eštar A
- Cançó de l'aixada
- Inana B
- Enlil A
- L'Himne del temple Kesh
- El viatge d'Enki a Nippur
- Inana and Ebiḫ
- Nungal A
- Gilgamesh i Huwawa, versió A

#### Altres textos curriculars
Hi ha altres grups de composicions literàries sumèries que formen part del pla d'estudis. Un d'aquests grups és l'anomenat "Casa F Catorze", anomenat així per una antiga casa de Nippur, on es van trobar moltes de les còpies dels textos, juntament amb més d'un miler de tauletes d'altres escoles. La Casa F Catorze comprèn els següents textos:
- Eduba B
- Eduba C
- Gilgameix, Enkidu, i l'Inframón
- Els fets i gestes de Ninurta
- Maledicció d'Agade
- Himne de Šulgi B
- Ur Lament
- Instruccions del Šuruppag
- Dies d'escola (Eduba A)
- Debat entre les ovelles i el gra
- El somni de Dumuzid
- Instruccions del granger
- Diàleg 1 a l'escola d'escribes
- Debat entre l'aixada i l'arada

Un altre grup de textos utilitzats en la mateixa etapa de l'educació de la Dècada era una selecció de cartes de la Correspondència dels reis d'Ur. Aquest corpus no va conformar un conjunt curricular cohesionat, sinó que cada professor decidia quines ensenyava.
Es van utilitzar almenys dos grups més de cartes literàries en l'educació dels futurs escribes de Nippur: la Miscel·lània Sumèria Epistolar, un grup bastant estandarditzat que comprèn divuit cartes i quatre composicions més, i la correspondència dels reis de Larsa, un grup de quatre cartes escrites pels governants de Larsa o dirigides a ells. Hi ha altres cartes que no pertanyen a un conjunt que es pugui definir com a tal, però que també es van utilitzar en aquesta etapa educativa. Són les que es coneixen amb el nom de Cartes addicionals de Nippur o Cartes auxiliars de Nippur.

## Tauletes

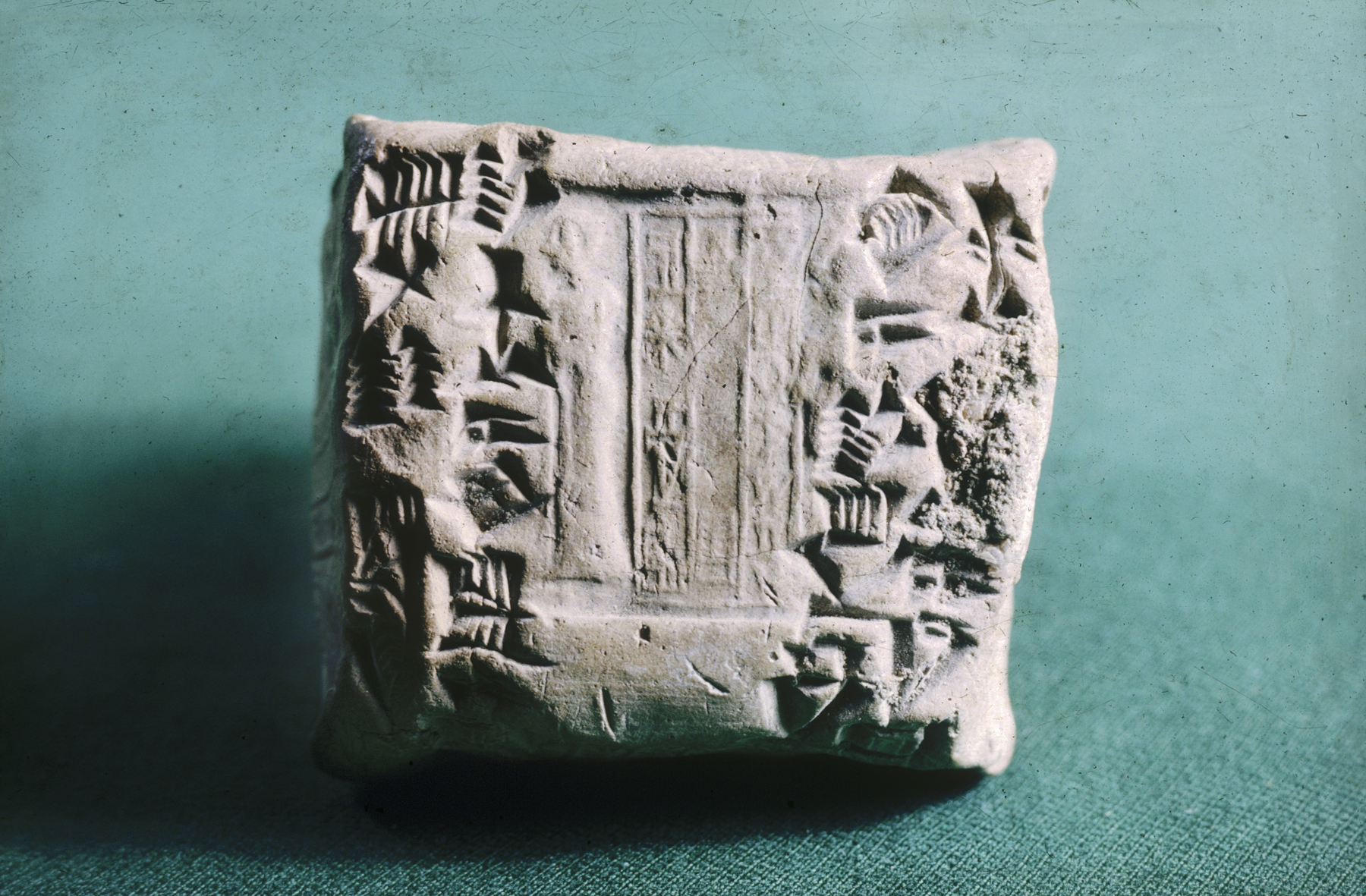
Rajola mesopotàmica, marcada amb un segell (regnat de Shulgi d'Ur). Es veuen tres línies d'una inscripció amb el nom d'un escriba

La major part de l'aprenentatge dels alumnes es realitzava fent composicions cuneïformes —«textos escolars»— en tauletes d'argila. Han arribat fins als nostres dies un gran número d'aquestes tauletes de pràctiques dels estudiants d'escriba —anomenades «tauletes d'exercicis»— trobades a nombrosos llocs per tot l'Orient Pròxim. Hi ha de diferents formes i mides, depenent del nivell de l'alumne i l'avançat de l'assignatura.
Segons una classificació moderna basada en les formes de les tauletes trobades a la ciutat de Nippur, les tauletes es poden diferenciar en els següents tipus:

### Tipus I
Correspon a les tauletes amb diverses columnes que contenen, en general, centenars de línies d'una composició escrita per un alumne en dues o més columnes. Aquestes tauletes sovint són suficients per donar cabuda a tota la composició sencera i, de vegades, fins i tot contenen parts de diverses composicions de grans dimensions. En els casos en què una composició sencera no cap en una de sola, es pot distribuir en d'altres tauletes.
Acostumen a presentar una escriptura molt acurada amb textos llargs, i se suposa que corresponen a treballs dels estudiants relativament avançats en l'estudi a les escoles.

### Tipus II
Les tauletes tipus II són, de molt, el tipus més comú de tauleta d'exercicis descobertes a Nippur. Aquests tipus de taules es presenten amb dues o més columnes a l'anvers (la part frontal de la tauleta), i diverses columnes d'un text diferent al revers (la part posterior). La columna de l'esquerra de l'anvers conté un passatge o «extracte» d'un text escolar, generalment de prop de 8-15 línies però de vegades fins a 30, escrit de forma molt polida, suposadament pel professor. La columna de la dreta conté una còpia del passatge, generalment més descurada, presumiblement escrit per l'estudiant. Aquestes copies dels estudiants haurien estat esborrades i reescrites moltes vegades i, per això, el costat dret de moltes de les tauletes del tipus II estan en blanc o, en major mesura, es troba trencat del tot. El revers d'una rajola de tipus II en general conté un extracte d'un text escolar diferent, que l'estudiant hauria après en començar la seva educació.

### Tipus III
Aquestes tauletes, també conegudes imgidas («tauleta llarga» en sumeri), presenten una sola columna i contenen extractes, normalment al voltant de 40-60 línies, de composicions més llargues, sovint pertanyents a les etapes avançades de l'educació de l'escriba.

### Tipus IV
Les tauletes del tipus IV, també conegudes com a «llenties», són de forma circular i que contenen una o unes poques línies d'una composició escrita una vegada pel professor i després una segona vegada per l'estudiant. La còpia de l'estudiant es troba per sota de la inscripció el mestre —tret típic de les tauletes Nippur—, o al revers, forma més pròpia d'altres indrets.

### Prismes
Els prismes són grans objectes d'argila amb múltiples cares (en general de quatre a nou), perforats a través del centre de dalt a baix amb un forat. Un prisma en general porta un text cuneïforme complet, escrit en les seccions a través de totes les cares.
Els prismes eren escrits en aparença pels estudiants més avançats, escrits amb molta cura, i són relativament rars. Una possible explicació d'això és que servissin d'exàmens. Una altra teoria és que aquests textos van ser creats com exvots, que es dedicaven a deïtats en els temples mesopotàmics.